# 카스토리아현
카스토리아현은 그리스의 현으로 중심 도시는 카스토리아이다. 이 현은 마케도니아 지방의 서쪽 끝에 자리잡고 있다. 주변 현으로는 플로리나 현, 그레베나 현, 코자니 현, 이오아니나현이 있다. 현 서쪽으로는 알바니아의 코르체 현과 맞닿아 있다.
이 지역은 산지 지형으로 겨울에는 춥고 여름에는 더운 대륙성 기후를 보인다.